# Drapetis oribiensis
Drapetis oribiensis är en tvåvingeart som beskrevs av Smith 1969. Drapetis oribiensis ingår i släktet Drapetis och familjen puckeldansflugor. Inga underarter finns listade i Catalogue of Life.